# Sporting de Barranquilla
 (juillet 2023).
Si vous disposez d'ouvrages ou d'articles de référence ou si vous connaissez des sites web de qualité traitant du thème abordé ici, merci de compléter l'article en donnant les références utiles à sa vérifiabilité et en les liant à la section « Notes et références ».
 (juillet 2023).
Le Sporting de Barranquilla est un ancien club de football colombien fondé en 1950 et basé dans la ville de Barranquilla.

## Histoire
Le club évolue en première division colombienne (professionnelle) de 1950 à 1953 puis de 1988 à 1991. Ses joueurs, surnommés Los Tigres, disputent alors avec ceux de la Corporación Popular Deportiva Junior le clásico barranquillero. Les deux clubs se partagent le stade Metropolitano Roberto Meléndez, d'une capacité de 49 612 places.
En 2013, le club évolue en Primera B, le deuxième échelon du football colombien.